# Emofilia A
L'emofilia A è la forma più comune di emofilia, caratterizzata da emorragie spontanee o prolungate.
Causata da deficit del fattore VIII della coagulazione. La prevalenza è stimata in circa 1:5 000 maschi. L'emofilia avendo un'eredità x linked si manifesta principalmente nei soggetti di sesso maschile, anche se è stata descritta una forma sintomatica di emofilia A nelle femmine portatrici, che comporta un quadro clinico di solito più lieve. In genere, l'esordio delle emorragie si verifica quando i neonati affetti iniziano a camminare. La gravità dei segni clinici dipende dall'entità del deficit del fattore VIII.

## Sintomi
Se l'attività biologica del fattore VIII è inferiore all'1%, l'emofilia è grave e si presenta con emorragia spontanee frequenti e sanguinamenti anomali, che originano a seguito di lievi traumi, o sono secondari a interventi chirurgici o ad un'estrazione dentale. Se l'attività biologica del fattore VIII è compresa tra l'1% e il 5%, l'emofilia è moderatamente grave con sanguinamenti anomali secondari a piccoli traumi o a interventi chirurgici o a estrazioni dentali, anche se l'emorragia spontanea è rara. Se l'attività biologica del fattore VIII è compresa tra il 5% e il 40%, l'emofilia è lieve con sanguinamenti anomali secondari a piccoli traumi, a interventi chirurgici o a estrazioni dentali, con possibilità di emorragie spontanee. Le emorragie si localizzano spesso nelle regioni periarticolari (emartrosi) e nei muscoli (ematomi), ma può essere coinvolta ogni sede anatomica a seguito di traumi o di lesioni. L'ematuria spontanea è abbastanza frequente e costituisce un segno fortemente suggestivo della malattia.

## Ereditarietà
L'emofilia A viene trasmessa come carattere recessivo legato al cromosoma X ed è dovuta a mutazioni del gene F8 (Xq28) che codifica per il fattore VIII della coagulazione. Risultano dunque affetti tutti gli individui di sesso maschile portatori e gli individui di sesso femminile omozigoti, tuttavia, negli individui eterozigoti è presente un fenotipo intermedio che può risultare in una lieve emofilia.
A causa del fenomeno di inattivazione del cromosoma X risulta opportuno, in caso di intervento chirurgico o in caso di sanguinamenti importanti il dosaggio del fattore VIII negli individui eterozigoti.:1701
Il 5-10% degli individui affetti presentano un'emofilia di tipo qualitativo, ovvero producono un fattore VIII non funzionante o non funzionante correttamente, la restante parte degli individui presenta deficienze di tipo quantitativo, ovvero non produce una quantità sufficiente di fattore VIII.
La diagnosi si basa sui test della coagulazione che rivelano un allungamento dei tempi di coagulazione del sangue e può essere confermata dal dosaggio del fattore VIII. Questo metodo diagnostico viene preferito ai test genetici a causa dell'elevato numero di mutazioni, per quanto i test genetici vengano impiegati nella diagnosi per i membri di una famiglia dove la mutazione sia nota.:1700-1701
Il 30% dei pazienti non presenta una storia familiare di emofilia, la loro malattia risulta dunque da una nuova mutazione.
La maggior parte dei casi gravi (che presentano un'attività del fattore VIII <1%) presentano, circa il 45-50%, una mutazione per inversione a livello del gene codificante il fattore VIII che esita in una non produzione completa della proteina.

## Diagnosi
La diagnosi differenziale si pone con la malattia di von Willebrand e con altre anomalie della coagulazione associate ad allungamento dei tempi della coagulazione.
Il test di laboratorio più utilizzato è il test della tromboplastina parziale (PTT).
La conferma e la tipizzazione dell'emofilia (se di tipo A o B, se grave, moderata o lieve) viene poi avvalorata dal dosaggio delle proteine plasmatiche carenti (il fattore VIII o il fattore IX) Nelle persone affette da emofilia il tempo di tromboplastina parziale risulta più lungo del normale. La diagnosi prenatale è possibile mediante analisi molecolare dei villi coriali. Le analisi dei fattori della coagulazione possono essere effettuate sul sangue venoso e del cordone ombelicale.

## Terapia
Il trattamento si basa sulla terapia sostitutiva con derivati plasmatici o la proteina ricombinante. Il trattamento può essere effettuato in seguito a emorragie o per prevenire il sanguinamento (trattamento profilattico). La complicazione più frequente è la produzione di anticorpi inibitori rivolti contro il fattore della coagulazione somministrato. Possono essere effettuati interventi chirurgici, soprattutto di chirurgia ortopedica, preferibilmente presso centri specializzati. Il decorso della malattia ne suggerisce la gravità. Se non trattata, l'emofilia A grave è di solito fatale durante l'infanzia o l'adolescenza. Un trattamento inappropriato o inadeguato delle emartrosi e degli ematomi ricorrenti può causare deficit motori, che si associano a disabilità grave con rigidità, deformazione delle articolazioni e paralisi. Gli attuali approcci terapeutici consentono comunque di prevenire queste complicazioni rendendo la prognosi favorevole: tanto prima viene somministrata la terapia sostitutiva e tanto più adatto è il trattamento al quadro clinico del paziente, tanto migliore è la prognosi.

## Complicazioni
Uno specifico problema terapeutico è costituito da quei pazienti che sviluppano anticorpi inibitori nei confronti del fattore VIII causato da infusioni successive.
Il sistema immunitario di questi pazienti riconosce il fattore VII o la sua forma corretta e quindi funzionale, come estraneo in quanto non viene naturalmente prodotto dal corpo stesso. Questo fenomeno inficia le infusioni di fattore funzionante.
Recente è l'impiego di fattore VII attivato come terapia per questi pazienti in caso di emorragia. Circa un quarto dei pazienti con emofilia A grave come complicanza della terapia sostitutiva, presenta anticorpi anti-fattore VIII.